# Kampung Keude Bagok
Kampung Keude Bagok is een bestuurslaag in het regentschap Aceh Timur van de provincie Atjeh, Indonesië. Kampung Keude Bagok telt 618 inwoners (volkstelling 2010).